# Henri de Foix
Ne pas confondre avec Henri Ier de Foix, comte de Foix, qui était Henri II, roi de Navarre (1503-1555).
Henri de Foix fut comte de Candale, de Benauges et d'Astarac, gouverneur de Bordeaux et du Bordelais.

## Biographie
Il naquit de Frédéric de Foix et de Françoise de la Rochefoucaud. Il détint les terres de Cadillac et Benauges, en jouissance, de la part de son oncle François de Foix.
Il épousa en 1566 Marie de Montmorency, l'une des filles d'Anne, duc de Montmorency et connétable de France.
De cette union naquirent :
- Marguerite de Foix-Candale (morte en 1593), épouse en 1587 le duc d'Épernon ;
- Françoise de Foix-Candale (morte en 1606), abbesse de Sainte-Glossinde de Metz.

Il mourut en février 1572 lors du siège de Sommières, captal de Buch.